# Elsebeth
Elsebeth er et pigenavn, der er en dansk form af Elisabeth. Navnet forekommer også i formen Elsebet, og næsten 4.000 danskere bærer navnet ifølge Danmarks Statistik.
Navnet findes også i den skotske variation Elspeth.

## Kendte personer med navnet
- Elsebeth Egholm, dansk forfatter.
- Elsebeth Kock-Petersen, dansk politiker og minister.
- Elsebeth Gerner Nielsen, dansk politiker og minister.
- Elsebeth Reingaard, dansk skuespiller.
- Elsebeth Steentoft, dansk skuespiller.

## Navnet anvendt i fiktion
- Elsebeth Buchwald er en figur i Carit Etlars roman Gøngehøvdingen.